# OSEK-VDX
OSEK-VDX este un sistem de operare pentru platforme embedded (platforme cu uz dedicat în aplicații industriale), folosit în industria de automobile din Europa. S-a dezvoltat din dorința unui standard comun (OSEK în Germania, VDX în Franța). Cerințele de bază sunt siguranța și stabilitatea sistemului de operare pentru utilizarea în automobile.